# Artamon Matveïev
Pour les articles homonymes, voir Matveïev.

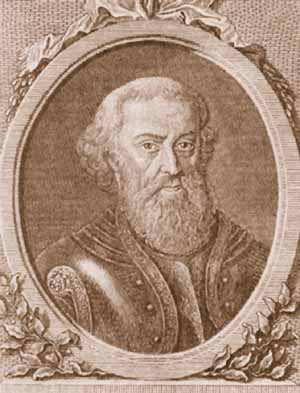
Artamon Matveev

Artamon Sergueïevitch Matveïev (en russe : Артамон Сергеевич Матвеев), né en 1625 et mort le 27 mai 1682 à Moscou, est un diplomate et homme politique russe. Il dirigea le Prikase Malorossiysky (Département des affaires ukrainiennes) (1669), puis le Prikaze Posolsky (Département de la diplomatie) de 1671 à 1676. Conseiller d'Alexis Ier de Russie, il fut aussi chef des streltsy.

## Biographie
Fils du diplomate Sergueï Matveïev, Artamon Sergueïevitch Matveïev épousa une Écossaise, Eudoxie Hamilton qui lui donna un fils, Andreï Artamonovitch Matveïev (1666-1728), premier président du Collège de la Justice (1720) sous le règne de Pierre Ier.

### Début de carrière
Artamon Sergueïevitch Matveïev commença sa carrière diplomatique à la Cour impériale à l'âge de treize ans. Il devint l'un des plus proches amis d'Alexis Ier de Russie. Il débuta comme fonctionnaire gouvernemental. Il œuvra en Ukraine et prit part à quelques conflits opposant la Russie à la Pologne. 

### Carrière diplomatique
Membre de la délégation russe, Artamon Sergueïevitch Matveïev prit part à la signature du traité de Pereïaslav (1654) entre les cosaques Zaporogues et Alexis Ier de Russie représentant la Moscovie. Ce traité mit un terme à la rébellion Khmelnytski (1648-1654) (guerre de libération de l'actuelle Ukraine qui vit s'affronter d'une part les cosaques Zaporogues ayant pour chef l'Hetman Bogdan Khmelnitski (1595-1657), leurs alliés les Tatars de Crimée et les paysans Ukrainiens,  et d'autre part les Polonais-Lituaniens). Par ce traité, l'État cosaque bénéficia de la protection de la Russie, de la création de l'Hetmanat cosaque sur la rive gauche de l'Ukraine, mais il fut également à l'origine de la guerre russo-polonaise de 1654 à 1667. 
Il participa également à la mission diplomatique en Pologne de 1656 à 1657. En qualité de chef du Département des Streltsy, il participa à la répression lors du soulèvement de Moscou connu également sous le nom d'« Émeute du cuivre » (1662), (La guerre suédo-polonaise provoqua en Russie une détérioration progressive de l'économie russe, en 1654, le gouvernement russe mit en circulation des monnaies de cuivre en grande quantité équivalente à la monnaie d'argent, cette mesure provoqua la dévaluation de la monnaie de cuivre, cette dernière provoqua la spéculation sur la priorité des biens et la création en masse de fausse monnaie de cuivre avec la participation de certains hauts fonctionnaires.

### Carrière politique
En 1669, Artamon Sergueïevitch Matveïev se vit confier le Prikaze Malorosiysky (Département des affaires ukrainiennes), en 1671, il fut nommé chef du Prikaze Posolsky (Département de la diplomatie), il occupa également d'autres fonctions dans d'autres ministères. On lui doit la réunification de l'Ukraine à la Russie, ce fut l'action diplomatique la plus importante de la politique étrangère de la Russie. En 1672, au cours des négociations avec la Pologne, Artamon Sergueïevitch Matveïev obtint pour la Russie la ville de Kiev.
En 1671, Alexis Ier de Russie et Artamon Sergueïevitch Matveïev étaient déjà des amis très proches, après la démission d'Afanassi Ordine-Nachtchokine (1605-1680), Artamon Sergueïevtich Matveïev devint le chef du Conseil du tsar. Ce fut dans la demeure du conseiller qu'Alexis Ier de Russie, veuf de sa première épouse rencontra la nièce d'Artamon Sergueïevitch Matveïev, la belle Natalia Narychkina qu'il épousa le 22 janvier 1671. La même année, le conseiller fut élevé au rang de okolnitchy (rang situé après celui de boyard). Le 1er septembre 1674, il atteignit la dignité de Boyard. La santé d'Alexis Ier de Russie déclina, le tsar désigna comme son successeur, son fils aîné Fedor III de Russie, enfant issu de son premier mariage, mais Artamon Sergueïevitch Matveïev saisit l'occasion pour proposer le jeune Pierre Alexeïevitch de Russie (futur Pierre Ier de Russie), alors âgé de quatre ans et fils issu du second mariage du tsar. Pour ce faire, le conseiller paya l'allégeance des Streltsy, puis convoqua le Conseil des Boyards, il leur expliqua que Fedor III de Russie n'était pas en mesure de régner et les pria instamment de le remplacer par Pierre Alexeïevitch de Russie. Mais les Boyards conservateurs parmi lesquels figuraient les proches parents de Fedor III de Russie (les Milovslavsky) le proclamèrent tsar 29 janvier 1676) et Artamon Sergueïevitch Matveïev fut banni à Poustoziorsk (en) où il demeura jusqu'au décès de Fedor III de Russie le 7 mai 1682.
Immédiatement après le décès de Fedor III de Russie, le Patriarche Ioakim (1620-1690) proclama Pierre Alexeïevitch tsar de Russie. Pierre Ier de Russie commença son règne par la publication en son nom d'un oukase dans lequel il accordait sa grâce et réclamait le retour d'Artamon Sergueïevitch Matveïev dans la capitale. De retour à Moscou, le 11 mai 1682, il fut le conseiller en chef de tsaritsa Natalia Narychkina.

### Personnalité
Artamon Sergueïevitch Matveïev fut, à son époque, un homme érudit aux talents multiples. Il organisa une maison d'édition dans les locaux de la Prikaze Posolsky. Il aurait rédigé « Le Livre des titres » (Царский титулярник), cet ouvrage illustré est une référence concernant les tsars russes et les chefs d'État étrangers. Ce livre comporte en outre des images représentant des armoiries, de timbres, des monarques ou des patriarches. Artamon Sergueïevitch Matveïev fit l'acquisition de livres rares et créa une grande bibliothèque. Sa maison fut décorée d'œuvres d'art, de dispositifs d'optique et de différents modèles de navires. Il introduisit le théâtre à la Cour de Russie en créant une troupe d'acteurs jouant différentes scènes. Il fut l'un des organisateurs du premier musée d'histoire naturelle de Moscou. 

### Décès
Avec l'aide de  certains boyards, la tsarevna Sophia Alexeievna ourdit un complot pour renverser Pierre Ier de Russie. Devant les streltsy, Sophia Alexeïevna porta de graves accusations contre les Narychkine, elle affirma que des membres de la famille Narychkine avaient empoisonné Fedor III de Russie. Ivres de rage, les streltsy se révoltèrent. En cette tragique journée du 27 mai 1682, les frères Ivan Kirillovitch et Athanase Kirillovitch Narychkine, le prince Michel Dolgorouki et son père furent assassinés par les streltsy. Artamon Sergueïevitch Matveïev fut mis à mort de façon atroce, il décédera après avoir été jeté au-dessus d'une foule déchaînée, embroché sur des piques il fut ensuite découpé en plusieurs morceaux.

### Sources
- Pierre Ier Le Grand de Henri Troyat